# Матчи женской сборной России по волейболу 1992
После окончания олимпийского волейбольного турнира 1992 года в Барселоне прекратила существование женская сборная СНГ по волейболу, являвшаяся преемницей сборной СССР. Последний свой матч команда провела 7 августа, уступив в финале Олимпиады сборной Кубы 1:3. Историю отечественного волейбола продолжила женская сборная России.
Дебют российской национальной команды состоялся в ноябре 1992 года в столице Японии Токио в рамках 3-го розыгрыша международного турнира World Super Four (Top Four), проводимого под эгидой Международной федерации волейбола (ФИВБ). В нём приняли участие призёры Олимпиады-92 Куба, Россия (вместо СНГ) и США, а также команда-хозяйка соревнований сборная Японии. Турнир прошёл с 3 по 8 ноября и состоял из предварительного этапа, в котором все команды сыграли друг с другом, и плей-офф, пары в котором определялись согласно занятым местам в групповом раунде. На предварительном этапе россиянки проиграли всем своим соперникам — Кубе 1:3, Японии 0:3 и США. В полуфинале, прошедшем 7 ноября, сборная России уступила Кубе 0:3, а в матче за третье место на следующий день также проиграла команде США 2:3 (3:15, 15:6, 11:15, 15:6, 16:18) и заняла 4-е итоговое место, не одержав в пяти проведённых матчах ни одной победы.
Состав российской национальной команды практически полностью повторял состав сборной СНГ на Олимпиаде-92. В него кроме российских волейболисток вошли и две представительницы Казахстана из олимпийского состава — Елена Чебукина и Татьяна Меньшова, изъявившие желание выступать за сборную России. Не приняли участие в российском дебюте лишь две волейболистки из сборной СНГ — Марина Панкова и Галина Лебедева, вместо которых в состав сборной России включены 19-летняя связующая Татьяна Грачёва и 17-летняя центральная блокирующая Елизавета Тищенко.
В конце ноября сборная России также приняла участие в розыгрыше Суперкубка ФИВБ, который прошёл в Гонконге и заняла в нём 3-е место. Состав участников включал призёров Олимпиады-92 (Кубу, Россию, США), а также сборную Китая.
Список игроков сборной России в 1992 году:
| №  | Игрок                | Год рождения | Амплуа      | Клуб         |
| -- | -------------------- | ------------ | ----------- | ------------ |
| 1  | Валентина Огиенко    | 1965         | центральная | «Уралочка»   |
| 2  | Наталья Морозова     | 1973         | центральная | «Уралочка»   |
| 4  | Елена Батухтина      | 1971         | нападающая  | «Уралочка»   |
| 5  | Ирина Ильченко       | 1968         | нападающая  | «Агредженто» |
| 6  | Татьяна Сидоренко    | 1966         | нападающая  | «Анкона»     |
| 7  | Татьяна Меньшова     | 1970         | нападающая  | «Уралочка»   |
| 8  | Евгения Артамонова   | 1975         | нападающая  | «Уралочка»   |
| 9  | Елизавета Тищенко    | 1975         | центральная | «Уралочка»   |
| 10 | Светлана Василевская | 1971         | связующая   | «Уралочка»   |
| 11 | Елена Чебукина       | 1965         | центральная | «Младост»    |
| 12 | Татьяна Грачёва      | 1973         | связующая   | «Уралочка»   |
| 13 | Светлана Корытова    | 1968         | нападающая  | «Уралочка»   |

- Главный тренер — Николай Карполь.
- Тренер — Михаил Омельченко.